# Kläpptjärnen, Norrbotten
Kläpptjärnen är en sjö i Luleå kommun i Norrbotten och ingår i Råneälvens huvudavrinningsområde. Sjön har en area på 0,0358 kvadratkilometer och ligger 11 meter över havet.

## Delavrinningsområde
Kläpptjärnen ingår i det delavrinningsområde (733045-178711) som SMHI kallar för Ovan VDRID = Bjurån i Råneälvens vattendragsyta. Medelhöjden är 29 meter över havet och ytan är 20,02 kvadratkilometer. Räknas de 237 avrinningsområdena uppströms in blir den ackumulerade arean 3 951,79 kvadratkilometer. Avrinningsområdets utflöde Råneälven mynnar i havet. Avrinningsområdet består mestadels av skog (54 procent), öppen mark (12 procent) och jordbruk (20 procent). Avrinningsområdet har 0,69 kvadratkilometer vattenytor vilket ger det en sjöprocent på 3,4 procent.